# Associazione Sportiva Livorno Calcio 2014-2015
Questa voce raccoglie le informazioni riguardanti l'Associazione Sportiva Livorno Calcio nelle competizioni ufficiali della stagione 2014-2015.

## Stagione
Nella stagione 2014-2015 il Livorno disputa il campionato di Serie B, con 59 punti ottiene il nono posto finale. Tre allenatori si sono alternati sulla panca amaranto, ma il piazzamento è il nono posto, primo dei non ammessi ai Play-off, sono saliti Carpi e Frosinone dirette, con il Bologna che ha vinto i Play-off. A Livorno la squadra amaranto entra nel centenario affidata a Carmine Gautieri, e ottiene risultati eclatanti come il (6-0) al Trapani o lo (0-4) di Terni, significativa anche la vittoria in rimonta (3-2) con il Bologna, dopo 24 giornate il Livorno è terzo, Ezio Gelain ha preso la guida tecnica dopo la sconfitta interna (1-2) con il Pescara nell'ultima di andata, esordendo con la vittoria di Carpi (1-2) con la capolista. Resta in carica fino a metà marzo, gli è fatale la sconfitta (3-0) di La Spezia, al suo posto arriva Christian Panucci che traghetta il Livorno al nono posto finale. Miglior realizzatore di stagione il lottatore Daniele Vantaggiato autore di 15 reti. Nella Coppa Italia Livorno subito fuori dal torneo, nel secondo turno superato al Picchi (2-4) dal Bassano.

## Rosa
| N. |                         | Ruolo | Calciatore             |
| -- | ----------------------- | ----- | ---------------------- |
| 1  | Italia (bandiera)       | P     | Luca Mazzoni           |
| 2  | Sierra Leone (bandiera) | C     | Rodney Strasser        |
| 3  | Germania (bandiera)     | D     | Giuseppe Gemiti        |
| 4  | Italia (bandiera)       | D     | Alessandro Bernardini  |
| 5  | Brasile (bandiera)      | D     | Emerson                |
| 6  | Brasile (bandiera)      | D     | Alan Empereur          |
| 7  | Italia (bandiera)       | C     | Luca Belingheri        |
| 8  | Italia (bandiera)       | C     | Marco Moscati          |
| 9  | Uruguay (bandiera)      | C     | Juan Surraco           |
| 9  | Argentina (bandiera)    | C     | Emanuel Rivas          |
| 10 | Italia (bandiera)       | C     | Andrea Luci (capitano) |
| 11 | Italia (bandiera)       | D     | Alessandro Lambrughi   |
| 13 | Italia (bandiera)       | C     | Daniele Bartolini      |
| 14 | Colombia (bandiera)     | C     | Jonny Mosquera         |
| 15 | Italia (bandiera)       | C     | Andrea Molinelli       |
| 16 | Bulgaria (bandiera)     | A     | Andrej Gălăbinov       |

| N. |                     | Ruolo | Calciatore          |
| -- | ------------------- | ----- | ------------------- |
| 17 | Italia (bandiera)   | D     | Federico Ceccherini |
| 18 | Brasile (bandiera)  | A     | Jefferson           |
| 19 | Italia (bandiera)   | C     | Jami Rafati         |
| 20 | Slovenia (bandiera) | C     | Enej Jelenič        |
| 21 | Italia (bandiera)   | D     | Lorenzo Gonnelli    |
| 22 | Italia (bandiera)   | P     | Matteo Cipriani     |
| 23 | Brasile (bandiera)  | D     | Maicon Da Silva     |
| 24 | Italia (bandiera)   | A     | Daniele Vantaggiato |
| 26 | Italia (bandiera)   | A     | Luca Siligardi      |
| 27 | Italia (bandiera)   | C     | Marco Biagianti     |
| 28 | Croazia (bandiera)  | C     | Damjan Đoković      |
| 31 | Italia (bandiera)   | A     | Aniello Cutolo      |
| 36 | Italia (bandiera)   | P     | Achille Coser       |
| 38 | Brasile (bandiera)  | C     | Gabriel Appelt      |
| 39 | Italia (bandiera)   | P     | Elia Bastianoni     |

## Risultati

### Serie B

#### Girone di andata
| Arbitro: | Maresca (Napoli) |

|               |           |             |
| Gălăbinov 43’ | Marcatori | 58’ Mbakogu |

| Arbitro: | Manganiello (Pinerolo) |

|  |           |             |
|  | Marcatori | 79’ Đoković |

| Arbitro: | Chiffi (Padova) |

|                   |           |           |
| Cutolo 89’ (rig.) | Marcatori | 48’ Crimi |

| Arbitro: | Minelli (Varese) |

|                              |           |  |
| De Luca 16’ Stevanovic 90+5’ | Marcatori |  |

| Arbitro: | Abisso (Palermo) |

|                 |           |  |
| Vantaggiato 38’ | Marcatori |  |

| Arbitro: | Nasca (Bari) |

|                      |           |                     |
| Cataldo 60’ Comi 89’ | Marcatori | 48’ (aut.) Bittante |

| Arbitro: | Pezzuto (Lecce) |

|                |           |  |
| Bernardini 62’ | Marcatori |  |

| Arbitro: | Merchiori (Ferrara) |

|                                                                |           |  |
| Siligardi 10’, 79’ Cutolo 16’ (rig.), 22’ Vantaggiato 48’, 56’ | Marcatori |  |

| Arbitro: | Sacchi (Macerata) |

|  |           |                                      |
|  | Marcatori | 18’, 24’ Cutolo 61’, 86’ Vantaggiato |

| Arbitro: | Gavillucci (Latina) |

|  |           |               |
|  | Marcatori | 57’ Catellani |

| Arbitro: | Ghersini (Genova) |

|               |           |                |
| N. Rigoni 86’ | Marcatori | 68’ Ceccherini |

| Arbitro: | Pairetto (Nichelino) |

|                                    |           |                                    |
| Vantaggiato 66’, 89’ Gălăbinov 83’ | Marcatori | 58’ (aut.) Ceccherini 74’ Zuculini |

| Arbitro: | Ripa (Nocera Inferiore) |

|                                             |           |                    |
| Vantaggiato 73’ Siligardi 79’ Jefferson 87’ | Marcatori | 8’ (aut.) Mosquera |

| Arbitro: | Nasca (Bari) |

|                                                                     |           |               |
| Blanchard 18’ Dionisi 38’ D. Ciofani 62’ Paganini 86’ Curiale 90+2’ | Marcatori | 16’ Siligardi |

| Livorno 29 novembre 2014, ore 15:00 CET 16ª giornata | Livorno            | 0 – 0 | Perugia | Stadio Armando Picchi (6 282 spett.)\| Arbitro: \| Baracani (Firenze) \| |
| Arbitro:                                             | Baracani (Firenze) |       |         |                                                                          |

| Modena 6 dicembre 2014, ore 15:00 CET 17ª giornata | Modena           | 0 – 0 | Livorno | Stadio Alberto Braglia (5 407 spett.)\| Arbitro: \| Fabbri (Ravenna) \| |
| Arbitro:                                           | Fabbri (Ravenna) |       |         |                                                                         |

| Arbitro: | Di Paolo (Avezzano) |

|                                                        |           |                               |
| Jelenič 9’ Jefferson 78’ Gǎlǎbinov 79’ Siligardi 90+1’ | Marcatori | 36’ Chrapek 57’ (rig.) Calaiò |

| Arbitro: | Pairetto (Nichelino) |

|               |           |               |
| Mazzarani 56’ | Marcatori | 69’ Gălăbinov |

| Vicenza 24 dicembre 2015, ore 15:00 CET 20ª giornata | Vicenza           | 0 – 0 | Livorno | Stadio Romeo Menti (8 069 spett.)\| Arbitro: \| Sacchi (Macerata) \| |
| Arbitro:                                             | Sacchi (Macerata) |       |         |                                                                      |

| Arbitro: | Abisso (Palermo) |

|               |           |                  |
| Gălăbinov 36’ | Marcatori | 47’, 80’ Maniero |

#### Girone di ritorno
| Arbitro: | Pasqua (Tivoli) |

|               |           |                          |
| Di Gaudio 88’ | Marcatori | 17’ Luci 53’ Vantaggiato |

| Arbitro: | Maresca (Napoli) |

|                                                     |           |                     |
| Jelenic 15’ Siligardi 29’ Gonnelli 55’ Djokovic 90’ | Marcatori | 7’ Corvia 58’ Sestu |

| Arbitro: | Aureliano (Bologna) |

|                                            |           |                                   |
| Emerson 25’ Valiani 56’ Olivera 82’ (rig.) | Marcatori | 13’ Cutolo 77’ (rig.) Vantaggiato |

| Arbitro: | Ghersini (Genova) |

|                                                         |           |                            |
| Luci 6’ Vantaggiato 10’, 90+1’ Maicon 66’ Siligardi 89’ | Marcatori | 80’ (aut.) Luci 81’ Caputo |

| Arbitro: | Ripa (Nocera Inferiore) |

|  |           |               |
|  | Marcatori | 57’ Siligardi |

| Arbitro: | Mariani (Aprilia) |

|  |           |            |
|  | Marcatori | 84’ Trotta |

| Arbitro: | Abbattista (Molfetta) |

|           |           |  |
| Ciano 20’ | Marcatori |  |

| Erice 3 marzo 2015, ore 15:00 CET 29ª giornata | Trapani              | 0 – 0 | Livorno | Stadio Polisportivo Provinciale (4 732 spett.)\| Arbitro: \| Pairetto (Nichelino) \| |
| Arbitro:                                       | Pairetto (Nichelino) |       |         |                                                                                      |

| Arbitro: | Fabbri (Ravenna) |

|                                         |           |             |
| Luci 28’ Siligardi 34’ Appelt Pires 73’ | Marcatori | 9’ Ceravolo |

| Arbitro: | Maresca (Napoli) |

|                                       |           |  |
| Giannetti 51’ Catellani 54’ Šitum 64’ | Marcatori |  |

| Arbitro: | Sacchi (Macerata) |

|  |           |                    |
|  | Marcatori | 40’ (rig.) Sgrigna |

| Arbitro: | Ghersini (Genova) |

|                              |           |  |
| Oikonomou 60’ G. Sansone 78’ | Marcatori |  |

| Arbitro: | Roca (Foggia) |

|               |           |  |
| Gălăbinov 45’ | Marcatori |  |

| Arbitro: | Merchiori (Ferrara) |

|                            |           |                                             |
| Sprocati 5’, 40’ Luppi 81’ | Marcatori | 11’ Maicon 25’ Siligardi 86’ (rig.) Émerson |

| Livorno 19 aprile 2015, ore 15:00 36ª giornata | Livorno            | 0 – 0 | Frosinone | Stadio Armando Picchi (6 111 spett.)\| Arbitro: \| Baracani (Firenze) \| |
| Arbitro:                                       | Baracani (Firenze) |       |           |                                                                          |

| Arbitro: | Pasqua (Tivoli) |

|             |           |             |
| Fabinho 82’ | Marcatori | 11’ Jelenič |

| Arbitro: | Fabbri (Ravenna) |

|             |           |             |
| Emerson 53’ | Marcatori | 8’ Granoche |

| Arbitro: | Mariani (Aprilia) |

|              |           |                        |
| Sciudone 20’ | Marcatori | 92’ (rig.) Vantaggiato |

| Arbitro: | Candussio (Cervignano del Friuli) |

|                               |           |               |
| Vantaggiato 73’ Jelenic 90+2’ | Marcatori | 67’ Mazzarani |

| Arbitro: | Pasqua (Tivoli) |

|                 |           |                    |
| Vantaggiato 33’ | Marcatori | 90+3’ (rig.) Cocco |

| Arbitro: | Maresca (Napoli) |

|                                     |           |  |
| Melchiorri 30’ Bjarnason 52’, 90+2’ | Marcatori |  |

### Coppa Italia

#### Secondo turno
| Arbitro: | Manganiello (Pinerolo) |

|                           |           |                                                              |
| Gǎlǎbinov 15’ Moscati 40’ | Marcatori | 25’ Maistrello 35’ (rig.) Iocolano 86’ Bizzotto 90’ Stevanin |